# Faddeï Boulgarine
Faddeï Venediktovitch Boulgarine (en russe : Фаддей Венедиктович Булгарин), né Jan Tadeusz Bułharyn le 5 juillet 1789  dans la région de  Minsk, mort le 13 septembre 1859 à Dorpat, était un journaliste, polémiste, écrivain et critique littéraire.

## Biographie
Boulgarine est d'origine polono-lituanienne. Son père, patriote polonais, est condamné en 1794 à l'exil en Sibérie. Le jeune garçon de 5 ans suit sa mère à Saint-Pétersbourg. À 11 ans, il est admis à l'école des cadets de Saint-Pétersbourg. En 1805, à 16 ans, il est nommé cornette au régiment des uhlans de la Garde impériale. Il prend part aux campagnes de 1806 et 1807, notamment à Friedland. Il est muté, pour raison disciplinaire, dans un régiment de dragons en Finlande, puis est rayé des cadres pour sa vie déréglée. 
En 1810, il passe en Pologne et s'engage dans les lanciers de Poniatovski. Il fait campagne en Allemagne, en Italie, en Espagne et contre les Russes en 1812, puis contre les alliés en 1813 -1814, sous les ordres du maréchal Oudinot. Il est capturé par les Prussiens, et, libéré après un échange de prisonniers, retourne en Russie.
Faddeï Boulgarine est donc trois fois transfuge : élève du corps des cadets  et uhlan de la garde russe, puis, après 1800, légionnaire de Napoléon et, après 1812, colonel d'Alexandre Ier.
Après sa carrière militaire, il fait profession de journaliste et d'écrivain. Il publie un Bref Aperçu de la Littérature Polonaise, Les Feuillets Littéraires et dirige, à partir de 1822, une revue : Les Archives du Nord. En 1825, il fonde un journal quotidien,  L'Abeille du nord, dans lequel il défend ses idées pendant plus de trente ans. Il est appelé « le renégat du libéralisme » pour sa collaboration (1825-1859) avec Nikolaï Griétch à ce journal politique et littéraire qui est le porte-parole du régime impérial et qui s'acharne à combattre les idées libérales et les manifestations de l'intelligence et de l'art qui peuvent paraître solidaires de la critique littéraire.

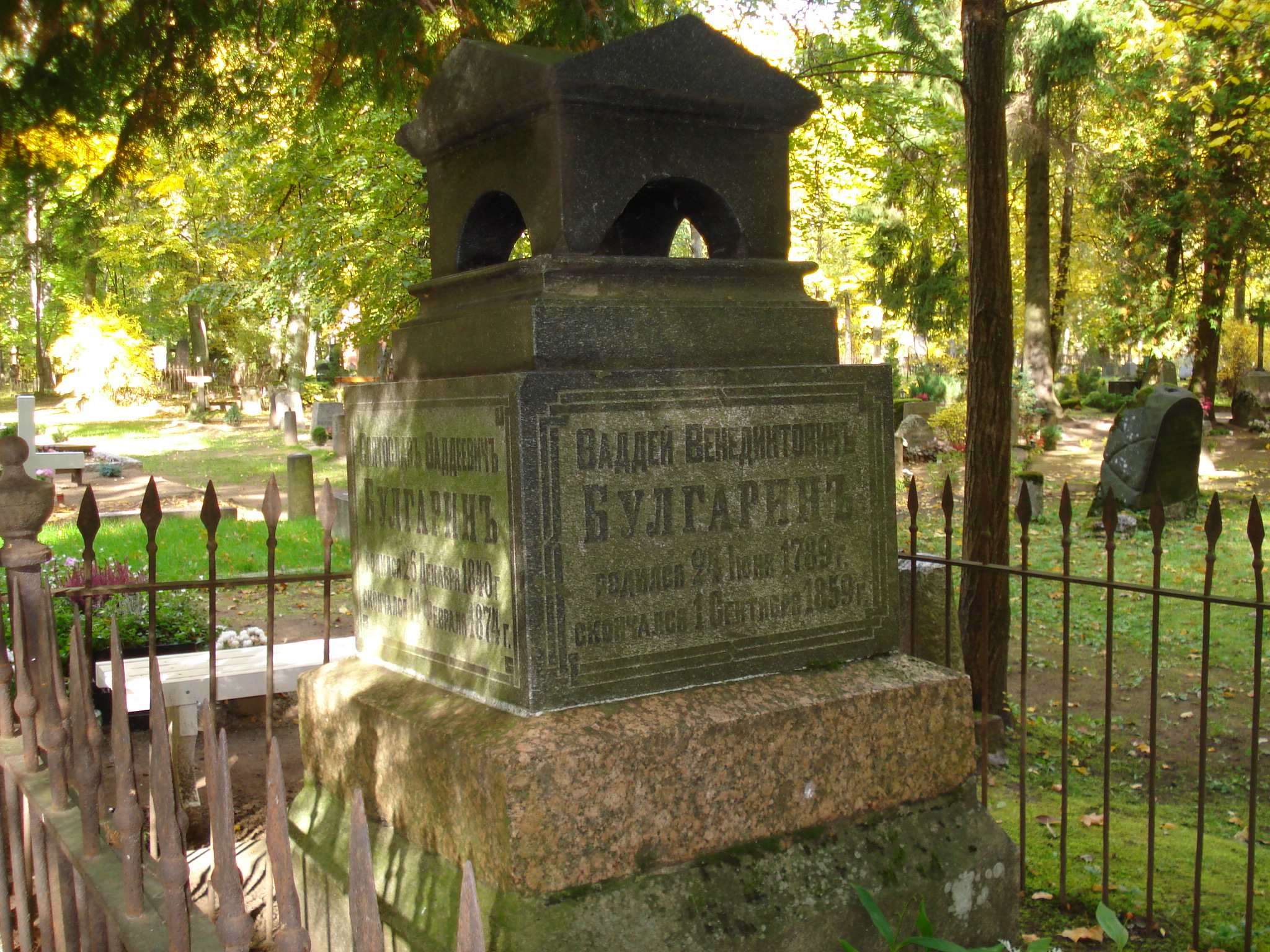
La tombe de Faddeï Boulgarine à Tartu

En 1830 il s'attaqua à Pouchkine dans la gazette L'Abeille du Nord : « On dit sans en faire un secret qu'un poète de l'Amérique espagnole, ... descendant d'un mulâtre ou d'une mulâtresse, - je ne sais plus -, s'était mis à démontrer qu'un de ses ancêtres était un prince nègre. À l'Hôtel de Ville de cette cité, on découvrit qu'il y eut à une époque très reculée, un procès entre un capitaine et son second au sujet de ce Nègre, qu'ils voulaient tous deux s'approprier, et que le capitaine prouva qu'il avait acheté le Nègre pour une bouteille de rhum! Qui eût cru alors qu'un jour un poète se réclamerait de ce Nègre? Vanitas vanitatum. » Répondant à ces attaques, Pouchkine s'en prit directement à Boulgarine : « On peut pardonner à un émigré de n'aimer ni les Russes, ni la Russie, ni son histoire, ni sa gloire. Mais on ne saurait le louer de répondre aux avances russes en souillant de boue les pages sacrées de nos annales, en dénigrant les meilleurs concitoyens, et non content de s'en prendre aux contemporains, en bafouant les tombes de nos ancêtres. »
Il publie des romans picaresques et des romans historiques, ainsi que ses Souvenirs dans lesquels il croque ses contemporains, relate les évènements historiques de son temps (inondation de Saint-Pétersbourg de 1824, choléra de 1830-1831), et publie de nombreux documents officiels, ainsi que de nombreuses statistiques.
À partir de 1826, il est aussi fonctionnaire au Ministère de l'Instruction Publique et à la Direction des Haras de l’État
Il meurt le 1er septembre 1859 au manoir de Karlova à Derpt.
Il est enterré à Dorpat, aujourd'hui Tartu.

## Œuvres
- 1824 : Fables vraisemblables ou un voyage au XXIXe siècle, roman d'anticipation[3]
- 1828 : Une scène de la vie privée en 2028 A.D., roman d'anticipation[3]
- 1829 : Ivan Vyjiguine (Иван Выжигин), roman publié chez Pluchart
- 1834 : Mazeppa (Мазепа), roman historique

## Sources
- Une partie de cet article est une copie de l'ouvrage Littérature russe de Kazimierz Waliszewski, aujourd'hui dans le domaine public.